# Chlorophorus herbstii
Chlorophorus herbstii es una especie de escarabajo longicornio del género Chlorophorus. Fue descrita científicamente por Brahm en 1790.
Se distribuye por Eslovaquia, Turquía, Yugoslavia, Rusia europea, Croacia, Bosnia y Herzegovina, Ucrania, República Checa, España, Estonia, Moldavia, Letonia, Lituania, Finlandia, Austria, Suiza, Bielorrusia, Suecia, Francia, Alemania, Hungría, Noruega, Polonia, Rumania y Bulgaria. Mide 8-15 milímetros de longitud. El período de vuelo de esta especie ocurre en los meses de junio, julio y agosto.
Parte de la dieta de Chlorophorus herbstii se compone de plantas de las familias Betulaceae, Betulaceae, Rosaceae, entre otras.

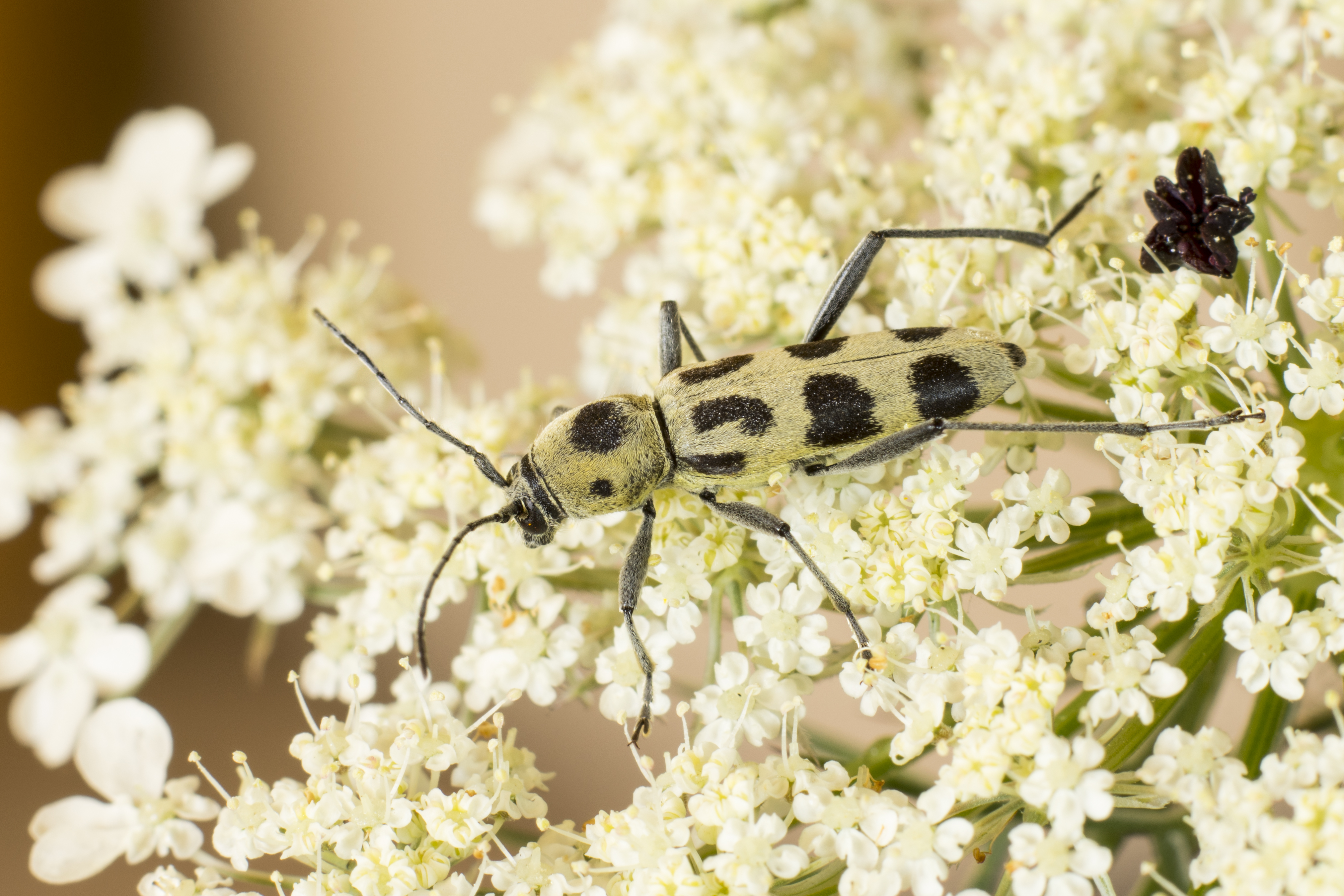
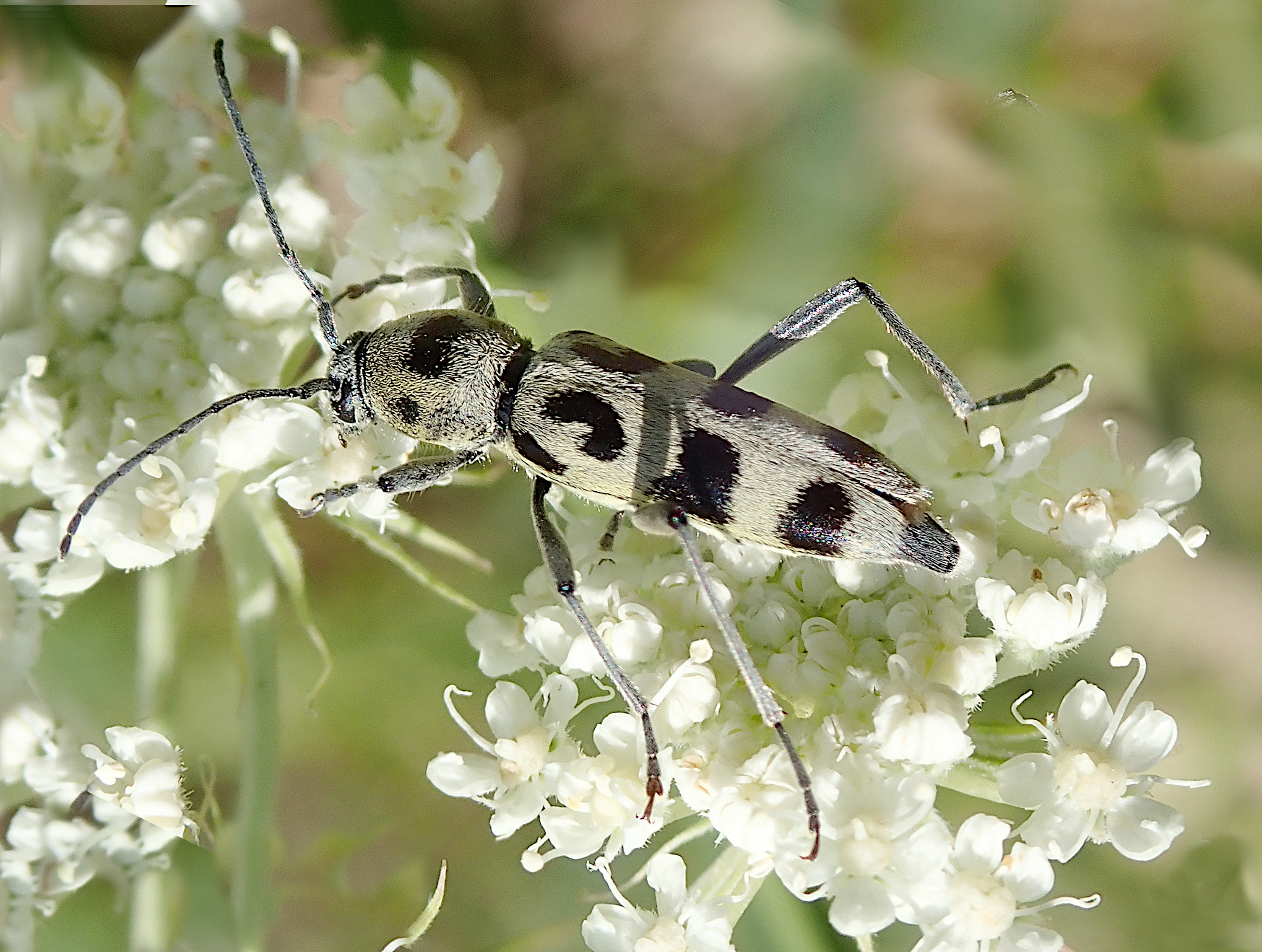
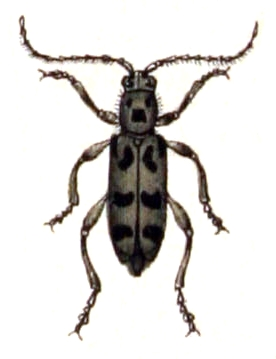